# Pokirniuki
Pokirniuki (lit. Pakirniukai) – wieś na Litwie, w okręgu wileńskim, w rejonie wileńskim, w gminie Sużany, nad jeziorem Oświe. Częściowo położone są na terenie Oświeskiego Parku Regionalnego.

## Historia
W dwudziestoleciu międzywojennym leżały w Polsce, w województwie wileńskim, w powiecie wileńsko-trockim, w gminie Niemenczyn. W 1931 miejscowość liczyła 33 mieszkańców, zamieszkałych w 8 budynkach.
Po II wojnie światowej w granicach Związku Sowieckiego. Od 1991 na niepodległej Litwie.